# 明德路 (臺北市)
明德路（通用漢語拼音：MingDe Rd.，威妥瑪拼音：Mingte Rd.），為台灣台北市北投區石牌、明德一帶之主要南北向幹道。全路段呈「ㄣ」字型，沿途經過東華街、西安街、懷德街和榮華三路等其他主要道路。

## 概況

### 歷史
明德路命名自大學中三綱領，與同市士林區「至善路」相同，為以古文作為祝福願景命名之道路，並且也為國民政府遷台後才有的命名。根據〈北投區地名沿革〉一書，明德路鄰近區域古仍為臺北廳芝蘭二堡石牌庄所屬時稱「魏厝」，並以石牌魏厝鉅鹿堂（今明德路51號）作為區分，以北為「頂魏厝」，以南為「下魏厝」，為早期開墾石牌一帶的魏氏家族的古厝命名。

### 沿途地標和設施
（由南至北）
- 士林北投科技園區（軟橋地區，道路起點）
- 臺北市立明德國民中學
- 石牌魏厝鉅鹿堂
- 捷運明德站
- 榮華公園
- 東華防汛抽水站（150巷）
- 臺北市立明德國民小學
- 臺北市私立奎山實驗高級中學
- 中華郵政 北投明德郵局
- 臺北市立圖書館石牌分館（208巷）
- 石牌新村
- 宏國新村
- 國立臺北護理健康大學校本部
- 振興醫院（地址為振興街45號）

### 里別和分段
| 西 | 文林里 | 致遠一路一段 | 石牌里 | 西安街 | 裕民里 | 東陽街 | 振華里 | 西 |
| 南 | 明德路 | 明德路       | 明德路 | 明德路 | 明德路 | 明德路 | 明德路 | 北 |
| 東 | 建民里 | 建民里       | 建民里 | 西安街 | 榮華里 | 榮華里 | 榮華里 | 東 |

## 交通

### 公車
| 編號                  | 路線起迄                                         | 本路段公車站牌                                              | 經營業者             |
| --------------------- | ------------------------------------------------ | ----------------------------------------------------------- | -------------------- |
| 223                   | 青年公園-關渡                                    | 明德國中、明德路、奎山國中、明德路267巷、宏國新村、振興醫院 | 大南汽車             |
| 267                   | 天母-捷運大湖公園站                              | 明德國中、明德路、奎山國中、明德路267巷、宏國新村、振興醫院 | 光華巴士             |
| 508（正、區間）       | 正線：泰山公有市場-大同之家／區間：蘆洲-惇敘高工 | 明德國中                                                    | 大都會客運、三重客運 |
| 536                   | 台北海大-大同之家                                | 明德國中                                                    | 首都客運             |
| F137 (含台北醫療專車) | 三芝國中-士林新光醫院                            | 振興醫院                                                    | 新北接駁公車         |
| 1801                  | 基隆-國立護專                                    | 振興醫院                                                    | 國光客運             |
| 內科通勤16            | 北投-內湖科技園區                                | 明德國中                                                    | 大南汽車             |

### 捷運
路段上有台北捷運淡水信義線R18明德站，且站名即以站體旁主要幹道的「明德路」作為站名。

### 自行車
- Ubike 振興醫院站

### 振興街
振興街（通用漢語：ZhenXing St.，威妥瑪拼音：Chenhsing St.），位於台灣台北市北投區天母和石牌地區，連通台北榮民總醫院和振興醫院，並且為接續明德路至天母西路和石牌路的必經道路。振興街可聯通之巷弄僅有天母西路120巷和130巷（原振興街17巷），此外還有院內道路可以連通。振興街命名由一旁之振興醫院所得名。

## 資料來源
1. 1 2  臺北市道路命名及門牌編釘自治條例
2. ↑  陳玉萍、楊燁〈北投區地名沿革〉
3. ↑  .   [2021-10-29]. （原始内容存档于2021-11-03）.